# كمال الدين رفعت
كمال الدين محمود رفعت (1921-1977) سياسي ووزير وضابط مصري وأحد رجال تنظيم الضباط الأحرار المصري.

## حياته
ولد في الإسكندرية في 1 نوفمبر عام 1921. كان والده يعمل مهندساً للري. حصل على شهادة الدراسة الابتدائية من مدرسة الأورمان في 1930 - 1934، حصل على التوجيهية شعبة علوم 1940.

### الخدمة العسكرية
التحق كمال رفعت بالكلية الحربية حيث تخرج منها في يوليو 1942 وكان عمره واحداً وعشرين عاماً. في الثلاثينيات، إنضم لشباب الوفد ثم خرج عنها، وفي الأربعينيات إتصل ببعض التنظيمات اليسارية، لكن أهم علاقاته في هذه المرحلة كانت الاتصال بعزيز المصري منذ السنة النهائية بالكلية واستمرت هذه الصلة حتى وفاة عزيز باشا المصري. خلال خدمته كضابط في الخرطوم استطاع أن يجمع بعض عناصر الطبقة المثقفة في السودان حيث كون تنظيماً سرياً لمقاومة الاحتلال الإنجليزي. بعد عودته من السودان شارك في تشكيل بعض المنظمات الخاصة لمهاجمة أفراد قوات الاحتلال في القاهرة والإسماعيلية، وقد شاركه بعض العناصر العسكرية وبعض العناصر المدنية.

### الضباط الاحرار الأردنيين
اشترك كمال رفعت في حرب فلسطين 1948. وكان له دور بطولي في هذه المعارك. وكون في تلك الفترة اتصالات مع بعض الضباط الوطنيين الأردنيين من أمثال اللواء علي أبو نوار وقاسم الناصر، و سعيد السبع الذين شكلوا فيما بعد حركة الضباط الأحرار الأردنيين، في فترة التحضير للعدوان الثلاثي ارسل سعيد السبع الذي كان يدير الأستخبارات العسكرية الاردنية في الضفة الغربية معلومات لكمال الدين رفعت عن إنزال قوات فرنسية وبريطانية في منطقة النقب تمهيدا للعدوان على الجيش المصرى هذه المعلومات كانت قد وصلت لسعيد السبع من أحد الفلسطينيين من بئر السبع اسهمت هذه المعلومات إضافة إلى المعلومات التي وصلت من رافت الهجان في افشال العدوان الثلاثى على مصر.

### دوره في تنظيم الضباط الأحرار
إنضم كمال رفعت لتنظيم الضباط الأحرار في الخلية الأولى التي كونها عبد الناصر، وفي سنة 1950 نقل إلى منقباد ثم العريش وعمل على نشر الفكرة بين الضباط. وبعد إلغاء المعاهدة في أكتوبر 1951 جمع الفدائيين من طلبة الجامعات والموظفين ودربهم في صحراء الفيوم علي الأسلحة والتكتيك وحرب العصابات وبدأ حرب المقاومة ضد الإنجليز في منطقة القناة.
كان كمال رفعت عين التنظيم في القصر، وكان ينشر الفكرة ويجمع حولها ضباط الجيش. وقد لعب دورا هاماً في الإعداد للثورة خاصة بعد نقله للكلية الحربية في أوائل 1951. وفي ليلة 23 يوليو 1952 كلف بالقبض علي بعض الرتب الكبيرة. وبعد قيام الثورة، عين في المخابرات
الحربية وأصبح مسؤولاً عن قسم بريطانيا، وبدأ في قيادة تنظيم حركة الكفاح المسلح في منطقة القناة.
تولى أعمال الفدائيين في القناة، وكانت عمليات سنة 1954 تسير بجانب مفاوضات الجلاء. وفي أزمة مارس 1954 وقف موقفاً حاداً في مواجهة الذين أرادوا أن تنتهي الثورة وتسلم الأمور للأحزاب.
قام بدور أساسي في إبراز وجه مصر العربي في المنطقة العربية بعد عام 1954، وكان من العناصر البارزة التي لعبت دوراً في قيام الجمهورية العربية المتحدة، وكذلك في ثورة العراق عام 1958 ضد حكم نوري السعيد.
تولى رفعت عام 1956 قيادة أعمال المقاومة السرية في القناة أثناء العدوان الثلاثي علي مصر وكان الهدف القيام بحرب عصابات تخريبية في الخطوط الخلفية للعدو. قاد عمليات الفدائيين الفلسطينيين داخل إسرائيل من سوريا والأردن ولبنان قبيل العدوان الثلاثي، وساهم في قيام حركة المقاومة الفلسطينية المسلحة عام 1959.

### عمله الوزاري
كمال رفعت هو أول وزير للعمل من أغسطس 1961 إلى سبتمبر 1962، ومن يونيو 1967 إلي نوفمبر 1970، وارتبط ذلك بصدور القرارات الاشتراكية التي عكست المكاسب العمالية. تولى إنشاء المجلس الأعلى للبحث العلمي عندما كان نائب رئيس الوزراء للتعليم العالي والبحث العلمي عام 1964. لعب دوراً خطيراً في علاقة ثورة يوليو بحركات التحرر الوطني والقومي على الساحة العربية، وظل مؤمناً ومناضلاً من أجل الوحدة العربية والكفاح العربي حتى آخر لحظة في حياته.

### مساهماته على الصعيد الداخلي
على الصعيد الداخلي، كانت لكمال رفعت إسهامات عديدة ومميزة في كل المجالات التي عمل بها رسمياً (الأوقاف- وزارة العمل– الدعوة والفكر... إلخ)، وعندما عاد من لندن في أوائل 1974، بعد أن عينه الرئيس أنور السادات سفيراً لمصر بإنجلترا، ومع بداية الانفتاح وقف يواجه بشجاعة هذه الردة وقد شارك في تأسيس المنبر الاشتراكي الناصري، في الوقت الذي كان يعمل فيه على تكتيل قوى اليسار وتوحيدها. وعندما لم تسمح الحكومة بالمنبر الناصري، شارك في دعم منبر التجمع الوطني الوحدوي وأصبح المتحدث الرسمي له حتى وافته المنية في 13 يوليو 1977.

## وفاته
توفي في القاهرة في 13 يوليو 1977. حصل على وسام الجمهورية والعديد من الأوسمة من الكاميرون والمغرب ويوغسلافيا وتونس.